# Reménység Háza (Brassó)
A Reménység Háza (románul: Casa Speranței) a brassói III-as számú református egyházközség központja. A templomból, rendezvénytermekből, vendégházból álló épületegyüttest 1992. október 4-én adták át; építését Ménessy Miklós lelkész kezdeményezte, tervezője Marian Renèl, kivitelezője Radnóti Attila volt.
Nevét abból a meggyőződésből kapta, hogy a brassói magyarságot, magyar református közösséget az Istenben való reménykedés jellemzi.

## Története
A 16. századi reformáció után a magyarok jellemzően református, a szászok evangélikus hitre tértek. A szász többség és városvezetés politikája folyamatos akadályokat gördített a reformátusok elébe, és a 19. század végéig saját templomuk sem volt; csak 1892-ben építették fel belvárosi templomukat.
A Szentpéteri út (Calea 13 Decembrie) és a Moldovei utca sarkán álló telket 1927-ben vásárolta meg a gyülekezet, és Vetésy Sándorné és a Benedek család támogatásával 1931–1934 között idősotthont építettek rajta. A második világháború megrongálta az épületet. 1955-től imaházként is használták; az alagsorban istentiszteleteket és bibliaórákat tartottak. Az 1989-es rendszerváltás után úgy döntöttek, hogy az épület helyén egy új templomot építenek; ehhez a svájci HEKS protestáns segélyszervezet és további svájci és holland szervezetek és gyülekezetek nyújtottak támogatást. A munkálatok 1991 márciusában kezdődtek Radnóti Attila mérnök vezetésével, a kész létesítményt 1992 októberében adták át.
A Reménység Háza 1997-ig a belvárosi egyházközséghez tartozott, ezután önálló gyülekezetté szerveződött. A „magyar házat” nélkülöző Brassóban a Reménység Háza magyar kulturális központként szolgál és vezető közösségszervező szerepet tölt be a szórvány életében; a rendezvényteremben rendszeresen tartanak előadásokat, koncerteket, kiállításokat, tanfolyamokat, vetélkedőket.